# 리틀맘 스캔들
《리틀맘 스캔들》은 OCN Movies에서 했던 드라마이다.

## 기획 의도
4명의 이른바 불량소녀의 이야기

## 제작진
- 극본 : 김남희
- 연출 : 장두익

## 등장 인물
- 임성언 : 안성숙 역
- 황정음 : 나혜정 역
- 정희정 : 김효원 역
- 송인화 : 장선희 역
- 허정민 : 정우엽 역
- 박지영 : 아라 역
- 정경호 : 남궁상덕 역
- 선우재덕 : 홍정호 역
- 정한헌 : 혜정 부 역
- 임예진 : 혜정 모 역
- 박윤배 : 선희 부 역
- 정원중 : 봉 사장 역
- 지승현